# Жупанії Хорватії
Жупа́нії Хорва́тії — адміністративно-територіальні одиниці першого рівня Республіки Хорватії. З моменту їх відновлення у 1992 році країна поділяється на 20 жупаній і столичне місто Загреб, яке має статус як жупанії, так і міста, не входячи до Загребської жупанії. Станом на 2015 рік, жупанії поділяються на 128 міст і 428 (переважно сільських) громад.

## Влада
У кожній жупанії представницьким і дорадчим органом влади є скупщина жупанії (хорв. županijska skupština). Депутати скупщини обираються на чотирирічний строк на місцевих виборах шляхом всенародного голосування (пропорційна система із закритими списками та застосуванням методу д'Ондта). Кількість депутатів має бути непарною, визначається статутом жупанії і коливається у межах від 31 до 51. Скупщина міста Загреба налічує 51 депутата. Кожна така скупщина має голову і до двох заступників, яких обирають більшістю голосів усіх депутатів скупщини жупанії.
Виконавчу гілку влади кожної жупанії очолює жупан (хорв. župan), за винятком виконавчої влади такого адмінутворення, як Місто Загреб, яку очолює загребський мер. Жупани Хорватії (з двома своїми заступниками), мер Загреба (з двома заступниками міського голови)  обираються на чотирирічний термін більшістю голосів, відданих у відповідних одиницях місцевого самоврядування, із застосуванням системи абсолютної більшості в разі, якщо жоден кандидат не досягає більшості у першому турі голосування (більшість голосів, система голосування у два тури). Жупани (із заступниками жупана та мер Загреба зі своїми заступниками) можуть бути відкликані шляхом референдуму. Адміністративні органи жупаній — це адміністративні управління і служби, створені для виконання завдань і функцій, віднесених до окружного самоврядування, а також для виконання справ державного управління, делегованих жупаніям. Адміністративними управліннями (відділами) і службами завідують начальники (директори), призначені жупаном на основі публічного конкурсу.
У кожній жупанії діє Офіс державного управління (хорв. Ured državne uprave), який виконує завдання центрального уряду (в рамках Міністерства державного управління). Начальник Офісу державного управління (хорв. predstojnik Ureda državne uprave), який має бути дипломованим правником, призначається урядом Хорватії (у Загребі за державне управління відповідає мер). Ці установи («офіси») не підпорядковані скупщині жупанії або жупанові, а радше є безпосереднім представництвом держави (подібно до інституту губернатора або префекта у деяких країнах).

## Фінансування та завдання
Жупанії фінансуються центральним урядом, а також за рахунок підприємств, які належать жупаніям, та податків і зборів жупанії, що включають п'ятивідсотковий податок на спадщину та податок на подарунки, податок на автотранспортні засоби, податок на плавзасоби і податок на аркадні ігрові автомати.
Жупанії виконують завдання регіонального значення, не віднесені Конституцією та законами до кола діяльності центральних органів. Покладені на жупанії завдання діляться на первинні (самоврядні) та делеговані (справи державного управління).
У сфері самоврядування жупанія виконує завдання, пов'язані з:
- початковою і середньою освітою,
- охороною здоров'я,
- просторовим плануванням і містобудуванням,
- економічним розвитком,
- транспортом і транспортною інфраструктурою,
- обслуговуванням автодоріг загального користування,
- плануванням і розвитком мережі освітніх, медичних, соціальних і культурних установ,
- видачею дозволів на будівництво та розміщення, інших актів, пов'язаних із будівництвом і реалізацією землевпорядних документів на території жупанії поза межами великих міст,
- іншою діяльністю відповідно до спеціальних законів.

Кожне із цих завдань на відповідних рівнях можуть також виконувати згідно із законом центральна влада та органи місцевого самоврядування (міста чи громади).
За рішенням представницького органу одиниці місцевого самоврядування (тобто громади або міста) згідно з його статутом і статутом жупанії, певні завдання із сфери самоврядування громади чи міста можуть передаватися жупанії.
«Делеговані завдання» — це визначені законом питання державного управління, які виконують жупанії. Витрати на виконання таких переданих органам жупанії завдань покриваються з державного бюджету.
Містком для співробітництва між жупаніями служить створене 2003 року Хорватське об'єднання жупаній (хорв. Hrvatska zajednica županija).

## Історія

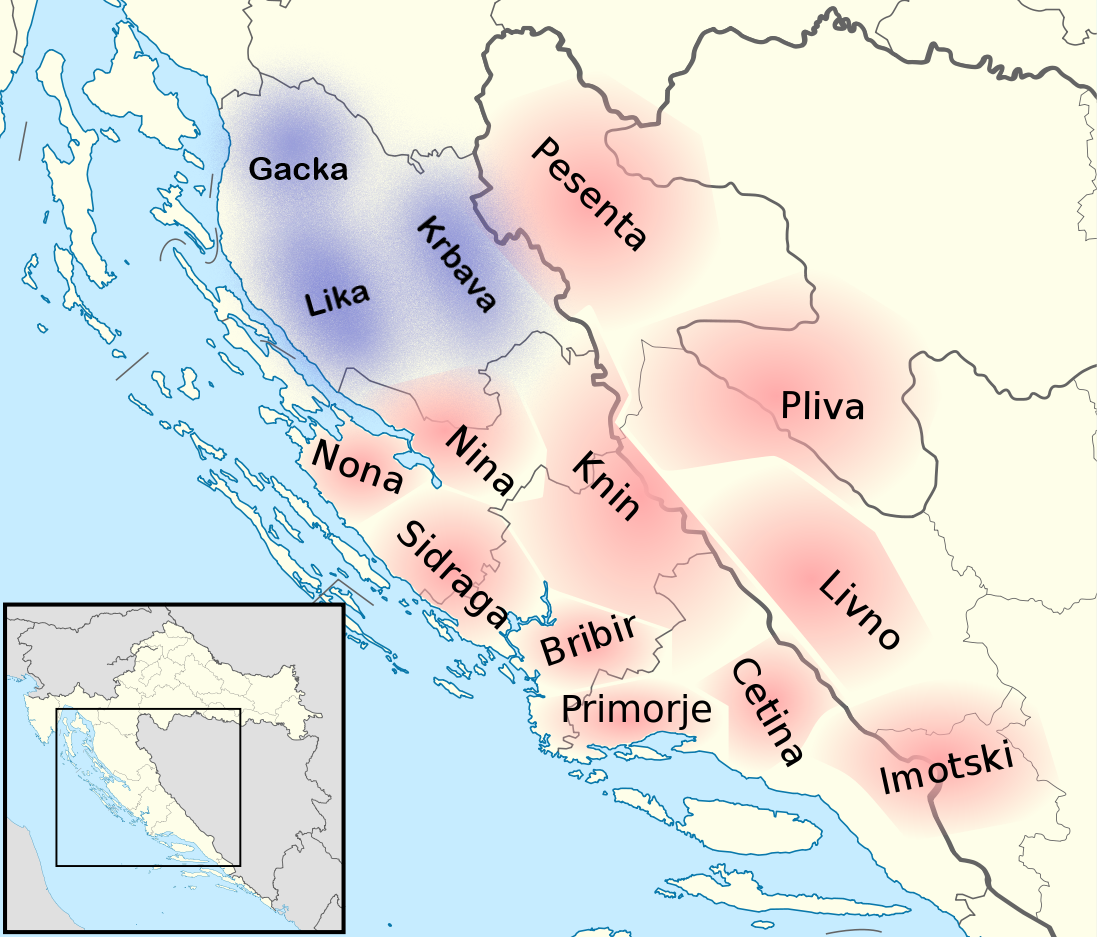
Приблизні положення і назви перших жупаній Хорватії Х сторіччя, накладені на карту сучасної Хорватії та Боснії і Герцеговини

Хорватія була вперше поділена на жупанії в Середні віки. Жупанії були вперше запроваджені в Хорватії за правління Трпимировичів. Точну кількість та межі цих ранніх жупаній важко встановити; вважається, що вони охоплювали землі, підпорядковані єдиному центру місцевої влади, але володіння найвищої знаті мали окремий правовий статус, незалежний від місцевої влади.
У ХІІІ і XIV століттях хорватська знать зміцнилася, а визначені королем жупанії зводилися лише до законодавчої сторони діяльності, тоді як військова і фінансова влада зосереджувалася в руках феодалів. Інші форми управління, які в цей період перегукувалися з управлінням жупанією, являли Римо-католицька церква і вільні королівські міста та окремо міста Далмації. Після того, як Хорватія 1527 року стала коронною землею Габсбурзької монархії, значення жупаній іще більш підупало, але після 1760 року поступово відновилося.
Із плином часу поділ змінювався, відображаючи територіальні втрати через османське завоювання та наступне хорватське відвоювання деякої території, зміни в політичному статусі Далмації, Рагузької республіки та Істрії, а також політичні обставини, включаючи персональну унію та угоду між Хорватією і Угорщиною.
У ХІХ сторіччі революції в Австрійській імперії принесли численні політичні зміни та запровадили цивільне урядування в Королівстві Хорватії і Славонії у складі Австро-Угорщини, яка у свою чергу у 1881 році продовжила поглинати хорватське і славонське військові порубіжжя. У другій половині ХІХ століття хорватські жупанії зазнали різних реорганізацій (1848—1850, 1850—1854, 1854—1861, 1861—1870, 1870—1874, 1874—1886, 1886—1914), що також відображало становище Королівства Хорватії та Славонії у межах Австрійської імперії (після 1867 року — Австро-угорської монархії); остання велика реорганізація жупаній відбулася 1886 року, коли у складі королівства було створено вісім таких адміністративних одиниць. Їхній вигляд значною мірою залишався незмінним аж до розформування хорватських жупаній у 1922 році, хоча деякі незначні коригування меж жупаній сталися 1913 року. Жупанії створювалися як самоврядні одиниці на відміну від більш ранніх різновидів жупанії, які сягали корінням середньовіччя. Кожна з них мала скупщину (хорв. županijska skupština), де найбагатші платники податків становили половину її членів, а друга половина складалася з виборних членів. Великого жупана (хорв. veliki župan) призначав король, а чиновників жупанії — бан. Правління кожної жупанії складалося із 6 членів, обраних скупщиною, а інші члени були посадовцями жупанії ex officio (великий жупан, заступник жупана, начальник охорони здоров'я жупанії тощо). Жупанії було поділено на округи (хорв. kotari) — урядові одиниці, схожі на австрійські бецірки, тоді як муніципалітети (хорв. općine «громади») і міста (хорв. gradovi) були одиницями місцевого самоврядування.
1922 року замість традиційного поділу Хорватії на жупанії влада Королівства сербів, хорватів і словенців запровадила області, на зміну яким пізніше прийшли бановини Королівства Югославія
У післявоєнній Югославії Хорватія як союзна республіка Соціалістичної Федеративної Республіки Югославії поділялася приблизно на 100 муніципалітетів (громад), які були головними адміністративно-територіальними одиницями та органами місцевого самоврядування. Жупанії відновилися лише в незалежній Хорватії у 1992 році, але зі значними територіальними змінами порівняно з поділом до 1922 року: наприклад, до 1922 р. транслейтанська Хорватія була поділена на вісім жупаній, а нинішнім законодавством на тій самій території встановлено чотирнадцять жупаній. Виникла Меджимурська жупанія в однойменному краї, який відійшов до Хорватії 1920 року за Тріанонським договором. Межі жупаній іноді змінювалися і після їх відновлення у 1992 році (з причин таких, як історичні зв'язки та на прохання міст); останній перегляд меж відбувся 2006 року.
Сьогоднішні жупанії відповідають третьому рівню номенклатури територіальних одиниць для цілей статистики (NUTS) ЄС.

## Перелік жупаній

### Колишні

Жупанії Королівства Хорватія і Славонія та положення королівства у межах Австро-Угорщини (вставка, червоним)

| Жупанія                  | Центр    | Площа (1886—1912) | Населення (1910) | Герб                                     | Географічні координати                                                |
| ------------------------ | -------- | ----------------- | ---------------- | ---------------------------------------- | --------------------------------------------------------------------- |
| Б'єловарсько-Крижевецька | Б'єловар | 5048 км²          | 331 385          | Герб Б'єловарсько-Крижевецької жупанії   | 45°55′14″ пн. ш. 16°45′54″ сх. д. / 45.92056° пн. ш. 16.76500° сх. д. |
| Вараждинська             | Вараждин | 2521 км²          | 305 558          | Pre-1922 coat of arms of Varaždin County | 46°15′7″ пн. ш. 16°11′38″ сх. д. / 46.25194° пн. ш. 16.19389° сх. д.  |
| Вировитицька             | Осієк    | 4852 км²          | 269 199          | Coat of arms of Virovitica County        | 45°38′27″ пн. ш. 17°51′30″ сх. д. / 45.64083° пн. ш. 17.85833° сх. д. |
| Загребська               | Загреб   | 7215 км²          | 587 378          | Pre-1922 coat of arms of Zagreb County   | 45°38′27″ пн. ш. 16°11′57″ сх. д. / 45.64083° пн. ш. 16.19917° сх. д. |
| Ліцько-Крбавська         | Госпич   | 6217 км²          | 203 973          | Coat of arms of Lika-Krbava County       | 44°42′28″ пн. ш. 15°21′12″ сх. д. / 44.70778° пн. ш. 15.35333° сх. д. |
| Модруш-Рієцька           | Огулин   | 4874 км²          | 231 354          |                                          | 45°19′30″ пн. ш. 14°58′28″ сх. д. / 45.32500° пн. ш. 14.97444° сх. д. |
| Пожезька                 | Пожега   | 4938 км²          | 263 690          | Coat of arms of Požega County            | 45°22′45″ пн. ш. 17°31′4″ сх. д. / 45.37917° пн. ш. 17.51778° сх. д.  |
| Сремська                 | Вуковар  | 6848 км²          | 410 007          | Coat of arms of Syrmia County            | 45°4′53″ пн. ш. 19°15′33″ сх. д. / 45.08139° пн. ш. 19.25917° сх. д.  |

## Виноски
1. ↑  Також мери міст і голови громад із заступниками